# Astroneer
Astroneer – komputerowa gra przygodowa z otwartym światem wyprodukowana przez studio System Era Softworks. Astroneer został wydany we wczesnym dostępie w 2016 roku. Pełna wersja ukazała się 6 lutego 2019 na platformy Xbox One, Microsoft Windows oraz 15 listopada tego samego roku na PlayStation 4. Gracz wciela się w postać astronauty eksplorującego nieznane planety.

## Produkcja i wydanie
Pierwsze zapowiedzi gry pojawiły się w październiku 2015 roku. Ujawniono wtedy, że projekt oparty będzie na silniku Unreal Engine 4, a styl graficzny będzie składał się ze środowisk pozbawionych tekstur. Za grafikę odpowiedzialny był John Liberto. W grudniu 2016 wydano wersję wczesnego dostępu, a pełna wersja Astroneera ukazała się 6 lutego 2019.